# میسی رادمن
میسی رادمن (به انگلیسی: Macy Rodman) با نام تولد میسی لی براون (به انگلیسی: Macy Lee Brown) (زاده ۱۹۸۹) خواننده، ترانه‌سرا، کمدین و هنر اجرا آمریکایی است.
او یک زن ترنس است.